# ワモンニシキヘビ
ワモンニシキヘビ（学名：Bothrochilus boa）は、爬虫綱有鱗目ニシキヘビ科ワモンニシキヘビ属に分類されるヘビ。本種のみでワモンニシキヘビ属を構成する（単型）。別名リングパイソン。

## 分布
パプアニューギニア（ビスマルク諸島）

## 形態
全長150センチメートル。頭部は大型の鱗で覆われる。下唇を覆う鱗（下唇板）にのみ赤外線感知器官（ピット器官）がある。
幼蛇の体色は黒く、橙色の横帯が入る。生後1年で体色が黒ずみ、帯模様が不明瞭になる。

## 生態
夜行性。食性は動物食で、小型哺乳類などを食べる。繁殖形態は卵生。1回に約12個の卵を産む。

## 人間との関係

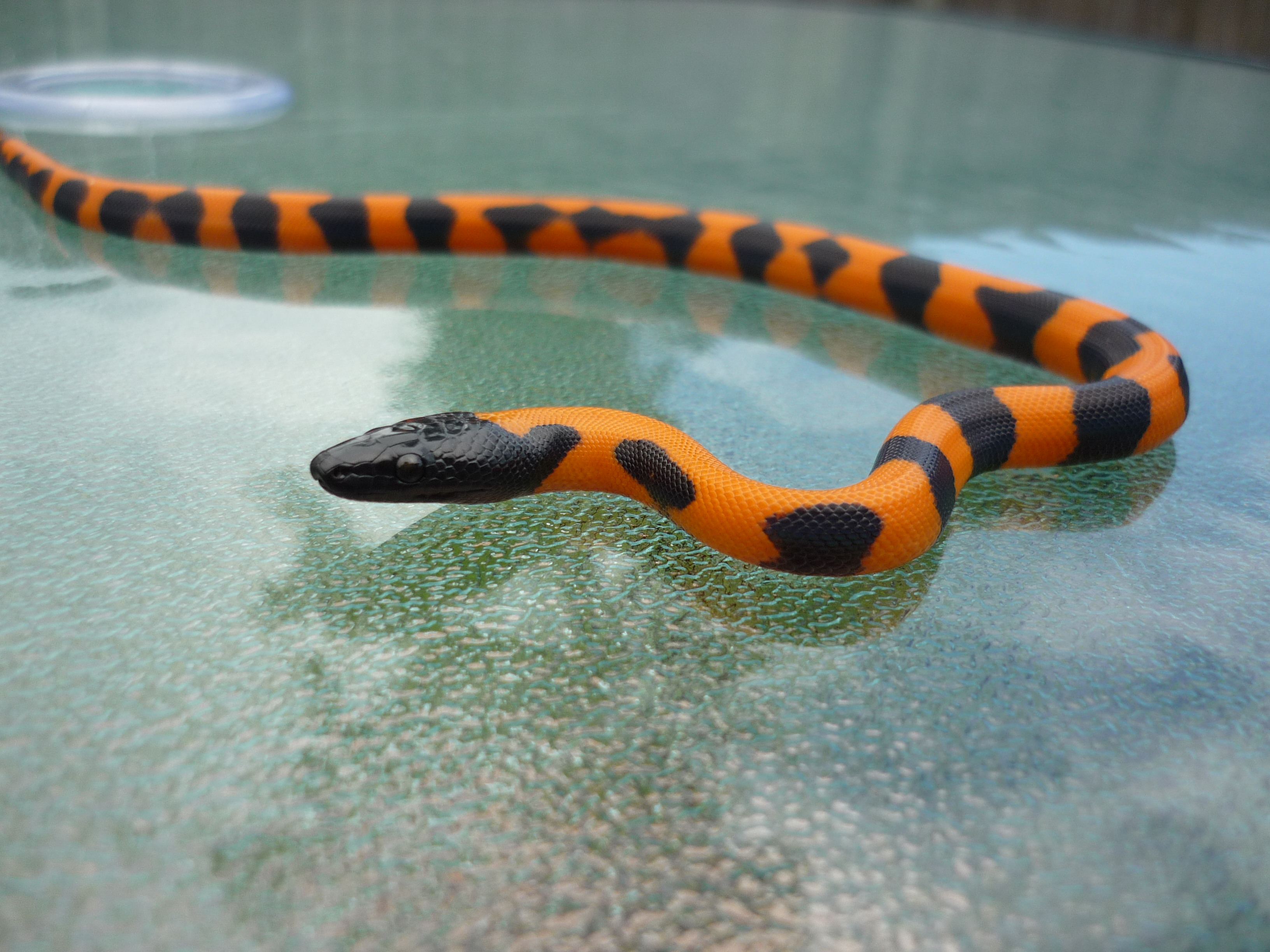
幼蛇